# Отдел „Военен“ при ЦК на БКП
Отделът „Военен“ при ЦК на БКП, до 27 декември 1948 г. БРП (к.), е създаден по решение на Политбюро на ЦК на БРП (к.) от 25 октомври 1944 г.

## История
След разформироването на „Масовия отдел“ при ЦК (с решение № 58 на Политбюро от 28 февруари 1946 г.) под ръководството на „Военния отдел“ преминават някой масови и спортни организации. От 16 ноември 1946 г.  тези организации се реорганизират в отдел „За физическо възпитание“ (с решение № 57 на Политбюро), но на 14 януари 1948 г. пленумът на ЦК решава „Физкултурният отдел“ да прекрати своята работа. Отделът е разформирован, а функциите му са прехвърлени към други отдели – отначало към отдел „Кадри“, а по-късно – към отдел „Административен“. От 6 юли 1965 г.  секторите „МНО“ и „МВР“ на отдел „Административен“ отново се обособяват като самостоятелен отдел „Военен“ (с решение № 178 на Политбюро).
Отделът има следните сектори; БНА; Подготовка на населението и икономиката за отбрана; Държавна сигурност и обществен ред (ДСОР). През 1979 г. отдел „Административен“ се закрива, като част от неговите функции се прехвърлят към отдел „Военен“, който получава наименование отдел „Военно-административен“. Новият отдел запазва дотогавашната структура на отдел „Военен“, като се прибавя нов сектор – „Права и органи“. В ачалото на 1984 г. отделът е реорганизиран, възложени са му нови функции и задачи, а наименованието му е променено на отдел „Социална и национална сигурност“.

### Наименования
| Отдел „Физкултурен“ (1946 – 1948)                     |                       |
| Отдел „Кадри“ (1948 – 1950)                           | Сектор „Военни кадри“ |
| Отдел „Административен“ (1950 – 1965)                 | Сектори „МНО“ и „МВР“ |
| Отдел „Военен“ (1965 – 1979)                          |                       |
| Отдел „Военно-административен“ (1979 – 1984)          |                       |
| Отдел „Социална и национална сигурност“ (1984 – 1989) |                       |

## Завеждащи отдела
- полковник Георги Дамянов (25 октомври 1944 – 16 ноември 1946)
- Иван Райков
- Христо Кляшев
- Димитър Димов (16 ноември 1946 – 1947)
- Димо Дичев (1947 – 1949)
- Иван Зурлов
- генерал-полковник Боян Българанов (1954 – 1956)
- генерал-лейтенант Дико Диков (1959 – 1962)
- генерал-полковник Иван Бъчваров (1962 – ?)
- генерал-лейтенант (ген.-полковник от 1969) Ангел Цанев (1965 – 1971)
- генерал-полковник Велко Палин (1971 – 1989)

### Зам.-завеждащи отдела
- генерал-майор (ген.-лейтенант от 1969) Господин Гочев – 3 декември 1965 г. до 10 август 1973 г.
- генерал-майор Мирон Литов от 1971
- генерал-майор Тодор Радулов – 10 август 1973 – 1989 г.